# 열궁녀
"열궁녀"는 한국에서 제작된 최인현 감독의 1973년 영화이다. 신영일 등이 주연으로 출연하였고 김인동 등이 제작에 참여하였다.

## 출연

### 주연
- 신영일
- 윤희
- 허장강
- 나하영